# Валдманис, Майгонис Альбертович
Ма́йгонис Альбе́ртович Ва́лдманис (латыш. Maigonis Valdmanis; 8 сентября 1933, Рига — 30 октября 1999, Роя, Талсинский район) — советский баскетболист, советский и латвийский баскетбольный тренер. Играл на позиции разыгрывающего защитника.
Трёхкратный чемпион Европы (1957, 1959, 1961), трижды серебряный призёр Олимпийских игр (1952, 1956, 1960), трёхкратный обладатель Кубка европейских чемпионов (1958, 1958/59, 1959/60). Заслуженный мастер спорта СССР (1957), заслуженный тренер Латвийской ССР, заслуженный тренер СССР (1984).

## Карьера

### Клубная
С 1949 по 1952 год выступал за рижское «Динамо». С «Динамо» стал чемпионом Латвийской ССР в 1951 году. В 1953 году стал игроком ДО. Стал в составе ДО/СКА трёхкратным чемпионом СССР (1955, 1957, 1958), по разу завоёвывал серебряную (1962) и бронзовую (1961) медали.
Трижды становился обладателем Кубка европейских чемпионов: в первом розыгрыше 1958 года (набрал 15 очков во втором финальном матче), в розыгрыше 1958/59 (7 очков во втором финальном матче) и розыгрыше 1959/60 (6 очков во втором финальном матче).

### В сборной
С 1952 года — игрок сборной СССР, в период с 1957 по 1961 год — капитан команды.
Участвовал в трёх чемпионатах Европы, и во всёх трёх турнирах сборная Советского Союза одержала победы. На чемпионате Европы 1957 года набирал в среднем 7,4 очка за игру, на чемпионате Европы 1959 года — 8,6 очка за игру, на чемпионате Европы 1961 года — 4 очка за игру. На каждой из трёх Олимпиад помогал сборной СССР добиться серебряных медалей: на Играх 1952 года был самым молодым в советской команде, в среднем набирал 6 очков за игру, на Играх 1956 года — 6,6 очков в среднем за игру, а на Играх 1960 года — 7,9 очков. Участник чемпионата мира 1959 года.
Чемпион Спартакиады дружественных армий 1958.
Также выступал за сборную Латвийской ССР, провёл за неё 79 матчей. Победитель Спартакиады народов СССР 1956 года.
В 2006 году в опросе газеты «Спорт-Экспресс», приуроченном к столетию российского баскетбола занял 7-е место в списке лучших разыгрывающих.

### Тренерская
С 1964 по 1969 года тренировал рижский СКА (с 1965 года — старший тренер), а с 1974 по 1991 год (с перерывами) — ВЭФ. С ВЭФ стал обладателем бронзовых наград чемпионата СССР 1990/91. Тренировал сборные Латвийской ССР и Латвии.
В сезоне 1998/99 возглавлял клуб «Буки», привёл его к бронзе чемпионата Латвии.

## Награды
- Орден Трудового Красного Знамени (16.09.1960) — за успешные выступления в XVII летних и VIII зимних Олимпийских играх 1960 года, а также за выдающиеся спортивные достижения[14]
- Орден «Знак Почёта» (27.04.1957) — «за успехи, достигнутые в деле развития массового физкультурного движения в стране, повышения мастерства советских спортсменов, и успешное выступление на международных соревнованиях»